# Draupadi Murmu
Draupadi Murmu (Mayurbhanj, 20 de junio de 1958) es una política y líder tribal india que se desempeña como la actual presidenta de la República de la India desde el 25 de julio de 2022. Es miembro del Partido Popular Indio (BJP), anteriormente se desempeñó como novena gobernadora de Jharkhand de 2015 a 2021.
Es líder tribal del estado de Odisha. Fue la candidata presidencial del BJP para las elecciones de 2022, siendo electa con el 71,8 % de los votos.
Es la primera mujer gobernadora de Jharkhand en completar el mandato de cinco años y la primera tribal en ser elegida para el cargo de presidente de la India.

## Primeros años de vida
Draupadi Murmu nació el 20 de junio de 1958 en la aldea de Baidaposi del distrito de Mayurbhanj en Odisha; hija de Biranchi Narayan Tudu. Pertenece a la comunidad Santal. Tanto Tudu como su abuelo eran jefes de aldea bajo el sistema Panchayati Raj.

## Trayectoria política

### Política estatal
Murmu fue elegida como consejera de Rairangpur Nagar Panchayat en 1997. También se desempeñó como vicepresidenta tribal del BJP.
Durante el gobierno de coalición del BJP y Biju Janata Dal en Odisha, fue Ministra de Estado con cargo independiente de Comercio y Transporte del 6 de marzo de 2000 al 6 de agosto de 2002 y Desarrollo de Recursos Pesqueros y Animales del 6 de agosto de 2002 al 16 de mayo de 2004. Es exministra de Odisha y MLA de la circunscripción de la asamblea de Rairangpur en los años 2000 y 2004. La Asamblea Legislativa de Odisha le otorgó el premio Nilkantha en 2007.

### Gobernadora de Jharkhand
Fue la primera mujer gobernadora de Jharkhand. Fue la primera mujer líder tribal de Odisha en ser nombrada gobernadora en un estado indio.

## Presidenta de la India

### Elección
Fue la candidata de la Alianza Democrática Nacional para las elecciones a la presidencia de la India.

## Vida personal
Draupadi Murmu estaba casada con Shyam Charan Murmu. La pareja tuvo dos hijos, ambos fallecidos, y una hija.